# Muralla urbana de Marbella
La muralla urbana de Marbella es una fortificación declarada Bien de Interés Cultural, situada en el municipio de Marbella, en la provincia de Málaga, Andalucía, España.

## Descripción
Se trata de los restos de un recinto murado del siglo X, que junto al castillo de Marbella, ocupaba una superficie de alrededor de 90.000m². La muralla contenía en su interior la antigua medina árabe, que hoy se corresponde con el casco antiguo de la ciudad.
El acceso al interior de la fortificación era posible a través de tres puertas; la Puerta de Ronda, la Puerta de Málaga y la Puerta del Mar. Además, la muralla incorporaba más de una veintena de torres, con el fin de proteger a la ciudad de posibles ataques de la costa.
Parte de la muralla ha sido restaurada.